# Gert Trinklein
Gert Trinklein (Frankfurt, 1949. június 19. – Frankfurt, 2017. július 11.) német labdarúgó, hátvéd, politikus.

## Pályafutása
1968 és 1978 között az Eintracht Frankfurt labdarúgója volt, ahol két nyugatnémet kupa győzelmet ért el a csapattal. Az 1978–79-es idényben a Kickers Offenbach együttesében szerepelt a másodosztályban. 1979-80-ban az amerikai Dallas Tornado labdarúgója volt. 1980-ban vonult vissza az aktív játéktól.
2006-tól a frankfurti városi tanács tagja volt az FDP képviseletében. 2011-ben leukémiát diagnosztizáltak nála.

## Sikerei, díjai
Eintracht Frankfurt
- Nyugatnémet kupa (DFB-Pokal)
  - győztes: 1974, 1975